# Парфьонов Леонід Геннадійович
Леонід Геннадійович Парфьонов (рос. Парфёнов Леонид Геннадьевич, 26 січня 1960, Череповець) — радянський і російський журналіст, телеведучий, режисер, письменник, актор.
Автор телевізійних та книжкових проектів «Намєдні. Наша ера» і «Російська імперія», автор багатьох документальних фільмів, п'ятикратний лауреат ТЕФІ (у 1995, 1999, 2000 (спеціальний приз), 2002 і 2004 роках), автор YouTube-каналу «Парфенон» і документального циклу «#НМДНИ», що виходить на ньому.

## Фільмографія

### Документальне кіно
1. 1988 — Діти XX з'їзду (про покоління шістдесятників)
2. 1992 — Портрет на фоні: Єгор Гайдар
3. 1992 — Портрет на фоні: Олександр Руцкой
4. 1992 — Портрет на фоні: Нурсултан Назарбаєв
5. 1992 — Портрет на фоні: Едуард Шеварнадзе
6. 1992 — Портрет на фоні: Ігор Кирилов
7. 1992 — Портрет на фоні: Людмила Зикіна
8. 1993 — Портрет на фоні: Муслім Магомаєв
9. 1993 — Портрет на фоні: Алла Пугачова
10. 1993 — Портрет на фоні: Борис Гребенщиков
11. 1993 — Портрет на фоні: Богдан Титомир
12. 1997—2003 — Намєдні 1961—2003: Наша ера
13. 1998 — Увесь Жванецький (телевізійне зібрання творів Михайла Жванецького)
14. 1998 — Новітня історія. Сімнадцять миттєвостей весни через 25 років (про телефільм «Сімнадцять миттєвостей весни»)
15. 1998 — Життя Солженіцина (до 80-річчя Олександра Солженіцина)
16. 1999 — Століття Набокова (до 100-річчя Володимира Набокова)
17. 1999 — Новітня історія. Місце зустрічі через 20 років (про телефільм «Місце зустрічі змінити не можна»)
18. 1999 — Живий Пушкін (до 200-річчя А. С. Пушкіна)
19. 2000—2003 — Російська імперія
20. 2000 — Червоний день календаря (про два головні ідеологічні свята Радянської держави — 7 листопада і 1 травня)
21. 2000 — Зикіна (про Людмилу Зикіну)
22. 2000 — 300 років Новому року
23. 2000 — Геннадій Хазанов. Жив-був я (про Геннадія Хазанова)
24. 2004 — Ведучий (до 70-річчя Володимира Познера)
25. 2004 — О світ, ти — спорт! (про Олімпійські ігри 2004 року в Афінах)
26. 2005 — Смертельний політ (про Олександра Башлачова, очевидець подій)
27. 2005 — Люся (до 70-річчя Людмили Гурченко)
28. 2005 — Війна в Криму — все в диму (до 150-річної річниці Кримської війни)
29. 2005 — Приватний Рубенс за сто мільйонів (про долю одного з головних шедеврів Рубенса, картини «Тарквіній і Лукреція», вивезеної після війни з Німеччини до СРСР)
30. 2005 — Гамбіт. На місці подій (телепередмова до кінофільму «Турецький гамбіт»)
31. 2006 — І особисто Леонід Ілліч (до 100-річчя Леоніда Брежнєва)
32. 2007 — Вічний Олег (до 80-річчя Олега Єфремова)
33. 2008 — Сучасниця (до 75-річчя Галини Волчек)
34. 2009 — Птах-гоголь (до 200-річчя Миколи Васильовича Гоголя)
35. 2009 — З твердим знаком на кінці (до 100-річчя з моменту створення і 20-річчя з моменту відновлення видання газети «Коммерсантъ»)
36. 2010 — Хребет Росії (історія Уралу)
37. 2010 — Зворикін-Муромець (історія створення телебачення і біографія Володимира Зворикіна)
38. 2011 — Він прийшов дати нам волю (до 80-річчя Михайла Горбачова)
39. 2011 — Родерер: Шампанське царів (до 270-ти ліття вживання шампанського в Росії і про роль шампанського в житті двох держав Росії і Франції)
40. 2012 — Око Боже — про російських колекціонерів предметів класичного і сучасного світового мистецтва (до 100-річчя Пушкінського музею). 2 серії.
41. 2012 — Perfetto! (про основні види італійської кави і їх секрети приготування)
42. 2013 — Цвіт нації (рос. "Цвет нации" до 150-річчя Сергія Прокудіна-Горського і 100-річчя 1913 року)
43. 2016—2017 — Російські євреї (три серії)
44. 2017 — #ЯПРОЙШЛА (про важливість ранньої діагностики раку грудей, в співавторстві з Катериною Гордєєвою)
45. 2019 — Вогонь, вода і мідні куби.
46. 2020 — Російські грузини.
47. TBA — Російські німці.

### Ігрове кіно
1. 1996 — Старі пісні про головне- 2 — другий дід Мороз
2. 2000 — Тихі вири — камео
3. 2003—2008 — 38 мавп на каналі 2×2 — професійний закадровий дубляж
4. 2011 — Generation П  — камео
5. 2011 — Борис Годунов — дяк Щелкалов

### Дубляж
1. 2014 — Пригоди містера Пібоді і Шермана — Містер Пібоді (Тай Баррелл)

## Нагороди
- П'ятикратний лауреат ТЕФІ (у 1995, 1999, 2000, 2002 і 2004 роках).
- Премія Спілки журналістів Росії «Золоте перо Росії» (2000)
- Приз телепреси в номінації «Телевізійна персона» (28 листопада 2002 року)
- Гран-прі конкурсу «Книга року-2009» Федерального агентства з друку і масових комунікацій і Московської міжнародної книжкової виставки-ярмарку (за книгу-альбом «Намедни. Наша ера. 1961-70»)
- Книга року за результатами голосування читачів журналу «Афіша» (за книгу-альбом «Намедни. Наша ера. 1961-70»)
- Приз «Найкраща книга журналіста» Федерального агентства з друку і масових комунікацій (за книгу-альбом «Намедни. Наша ера. 1961-70»)
- Приз «Срібний зливок» від радіостанції «Срібний дощ» в числі подій 2008 року (за книгу-альбом «Намедни. Наша ера. 1961-70»)
- Премія імені Владислава Лістьєва (25 листопада 2010 року)
- Премія Спілки журналістів Росії: «Зворикін-Муромець» «За незмінно штучну роботу на тлі конвеєрного телебачення» (2010)
- «Професіонал року» (2010) за версією газети «Вєдомості»

## Публікації

### Книги
1. Парфьонов Л., Чекалова О. Нам повертають наш портрет: нотатки про телебачення. — М.: Мистецтво, 1990. — 206 с. — ISBN 5-210-00221-7.
2. Парфьонов Л. Намєдні. Наша ера. 1961—1970. — М.: Колібрі, Азбука-Аттикус, 2009. — 272 с. — 50 000 прим. — ISBN 978-5-389-00248-7.
3. Парфьонов Л. Намєдні. Наша ера. 1971—1980. — М.: Колібрі, Азбука-Аттикус, 2009. — 272 с. — 50 000 прим. — ISBN 978-5-389-00575-4.
4. Парфьонов Л. Намєдні. Наша ера. 1981—1990. — М.: Колібрі, Азбука-Аттикус, 2010. — 288 с. — 20 000 прим. — ISBN 978-5-389-00032-2.
5. Парфьонов Л. Намєдні. Наша ера. 1991—2000. — М.: Колібрі, Азбука-Аттикус, 2010. — 304 с. — 20 000 прим. — ISBN 978-5-389-01107-6.
6. Парфьонов Л. Зворикін Муромець. — М.: Колібрі, Азбука-Аттикус, 2011. — 160 с. — 5000 прим. — ISBN 978-5-389-01502-9.
7. Парфьонов Л. Намєдні. Наша ера. 2001—2005. — М.: Колібрі, Азбука-Аттикус, 2012. — 224 с. — 10 000 прим. — ISBN 978-5-389-02329-1.
8. Парфьонов Л. Намєдні.  Наша ера. 2006—2010. — М.: Колібрі, Азбука-Аттикус, 2013. — 240 с. — 20 000 прим. — ISBN 978-5-389-02757-2.
9. Парфьонов Л. Г. Російська імперія. 1689—1762. Петро I, Анна Іоаннівна, Єлизавета Петрівна. — М.: Ексмо, 2013. — 192 с. — 15 000 прим. — ISBN 978-5-699-60684-9.
10. Парфьонов Л. Г. Російська імперія. 1762—1801. Катерина II, Павло I. — М.: Ексмо, 2013. — 192 с. — 10 000 прим. — ISBN 978-5-699-66961-5.
11. Парфьонов Л. Г. Російська імперія. 1801—1855. Олександр I, Микола I. — М.: Ексмо, 2014. — 192 с. — 4000 прим. — ISBN 978-5-699-75848-7.
12. Парфьонов Л. Намєдні. Наша ера. 1946—1960. — М.: Колібрі, Азбука-Аттикус, Agey Tomesh / WAM, 2015. — 288 с. — 20 000 прим. — ISBN 978-5-389-06130-9.
13. Парфьонов Л. Намєдні. Наша ера. 1931—1940 / Леонід Парфьонов. — М.: Видавництво АСТ : CORPUS, 2017. — 224 с. — (Намєдні. Наша ера). — 8000 прим. — ISBN 978-5-17-100364-7.

### Статті
- Передмова до «Михайло Ходорковський: Статті, діалоги, інтерв'ю». ISBN 978-5-699-48993-0